# آئروجم اوییشن
آئروجم اوییشن (به انگلیسی: Aerogem Aviation) یک شرکت هواپیمایی با کد یاتا — است که در تاریخ ۲۰۰۰ میلادی تأسیس شده است.
دفتر مرکزی آئروجم اوییشن در آکرا، استان آکرای بزرگ، غنا واقع شده‌است و قطب این شرکت هواپیمایی در فرودگاه بین‌المللی کوتوکا قرار دارد و به ۲۰ مقصد، پرواز مستقیم انجام می‌دهد.